# Telémetro

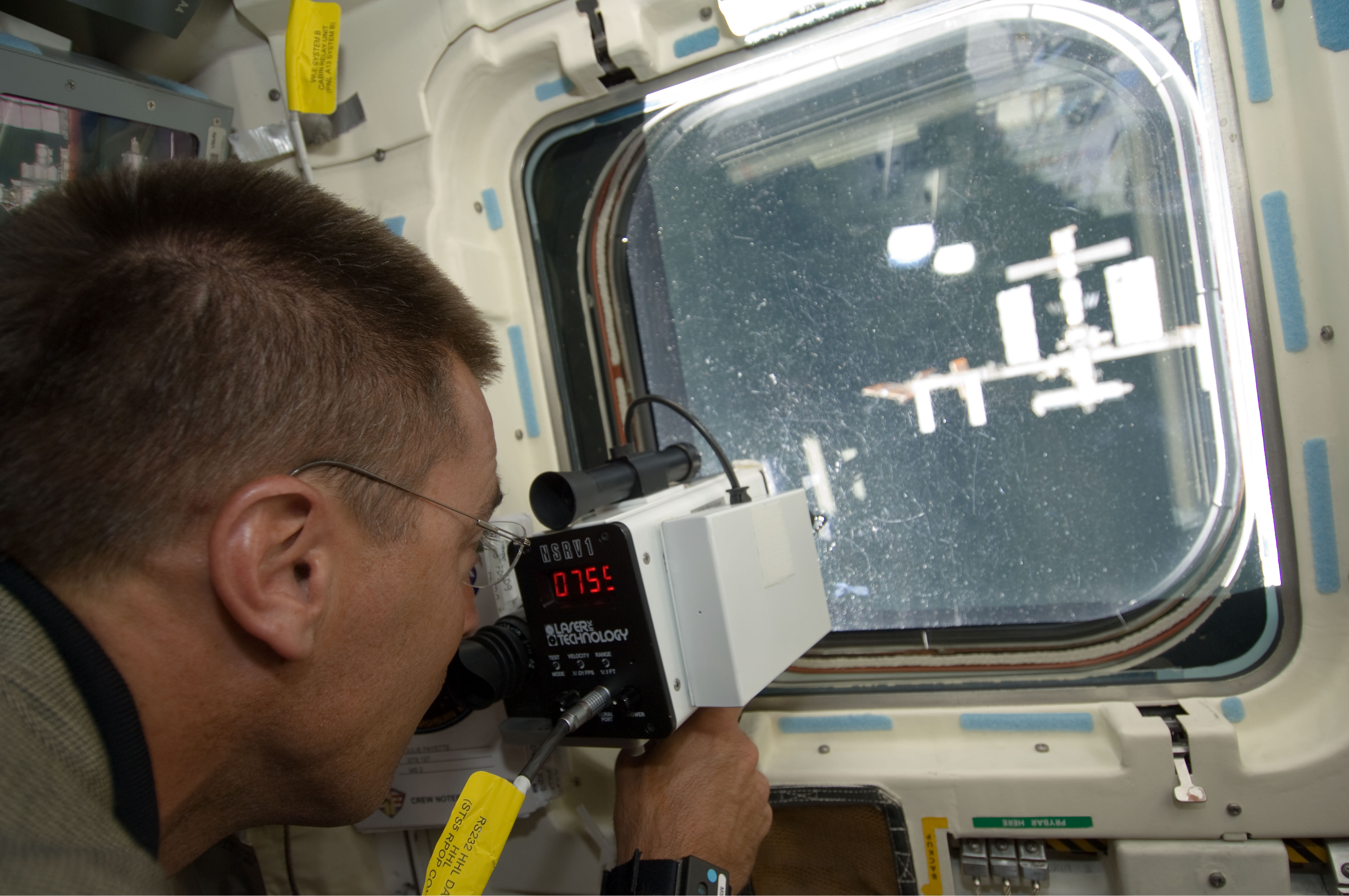
El astronauta Christopher Cassidy usa un telémetro para determinar la distancia entre el Transbordador espacial Endeavour y la Estación Espacial Internacional.

Un telémetro es un dispositivo ya sea óptico o electrónico capaz de medir distancias de forma remota. 

## Tipos

### Óptico

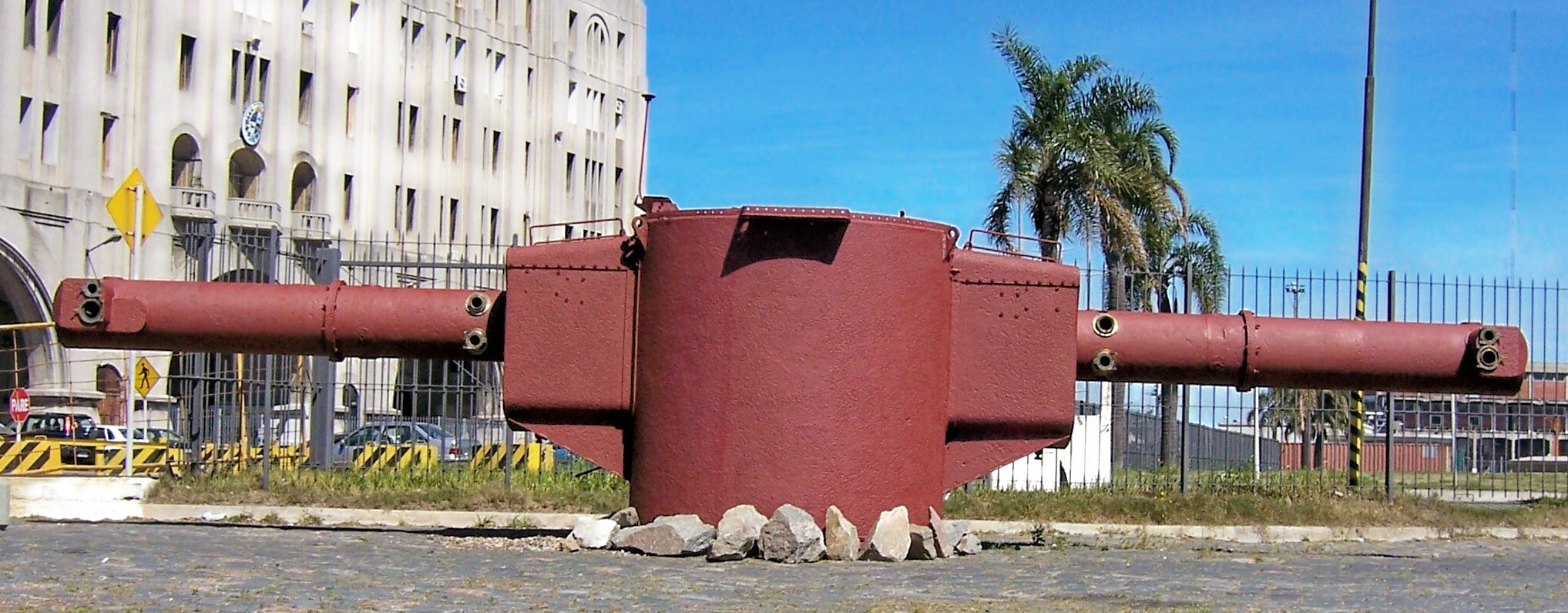
Telémetro del acorazado de bolsillo denominado Admiral Graf Spee, exhibido en el puerto de Montevideo.

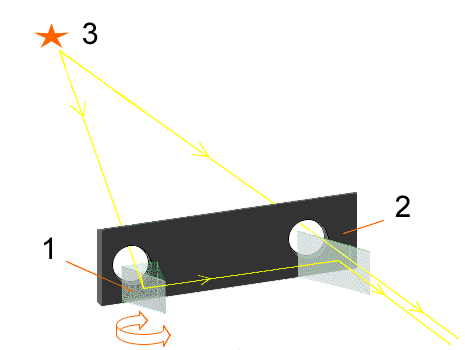
Esquema de un telémetro óptico.

Consta de dos objetivos separados una distancia fija conocida (base). Con ellos se apunta a un objeto hasta que la imagen procedente de los dos objetivos se superpone en una sola. El telémetro calcula la distancia al objeto a partir de la longitud de la base y de los ángulos subtendidos entre el eje de los objetivos y la línea de la base. Cuanto mayor es la línea de la base, más preciso es el telémetro.
Los telémetros mórficos se basan en cálculos mediante el uso de la trigonometría y se han venido utilizando en sistemas de puntería para armas de fuego, topografía y fotografía, como ayuda para el enfoque.

### Ultrasónico
Se basa en un principio totalmente diferente. El telémetro emite un ultrasonido que se refleja en el blanco y el telémetro recibe el eco. Por el tiempo transcurrido y la fase del eco, calcula la distancia al blanco. Se puede encontrar este tipo de telémetro en algunas cámaras "Polaroid".

### Láser
El telémetro láser es capaz de realizar medidas de distancia de forma automática como el ultrasónico, pero con mayor exactitud que el telémetro óptico. Esto se debe a que el rayo se refleja en una zona muy reducida del blanco y va modulado, de modo que puede combinar las dos técnicas anteriores.
Los teodolitos modernos incorporan telémetros láser automáticos.